# Millenniumskreuz Skopje

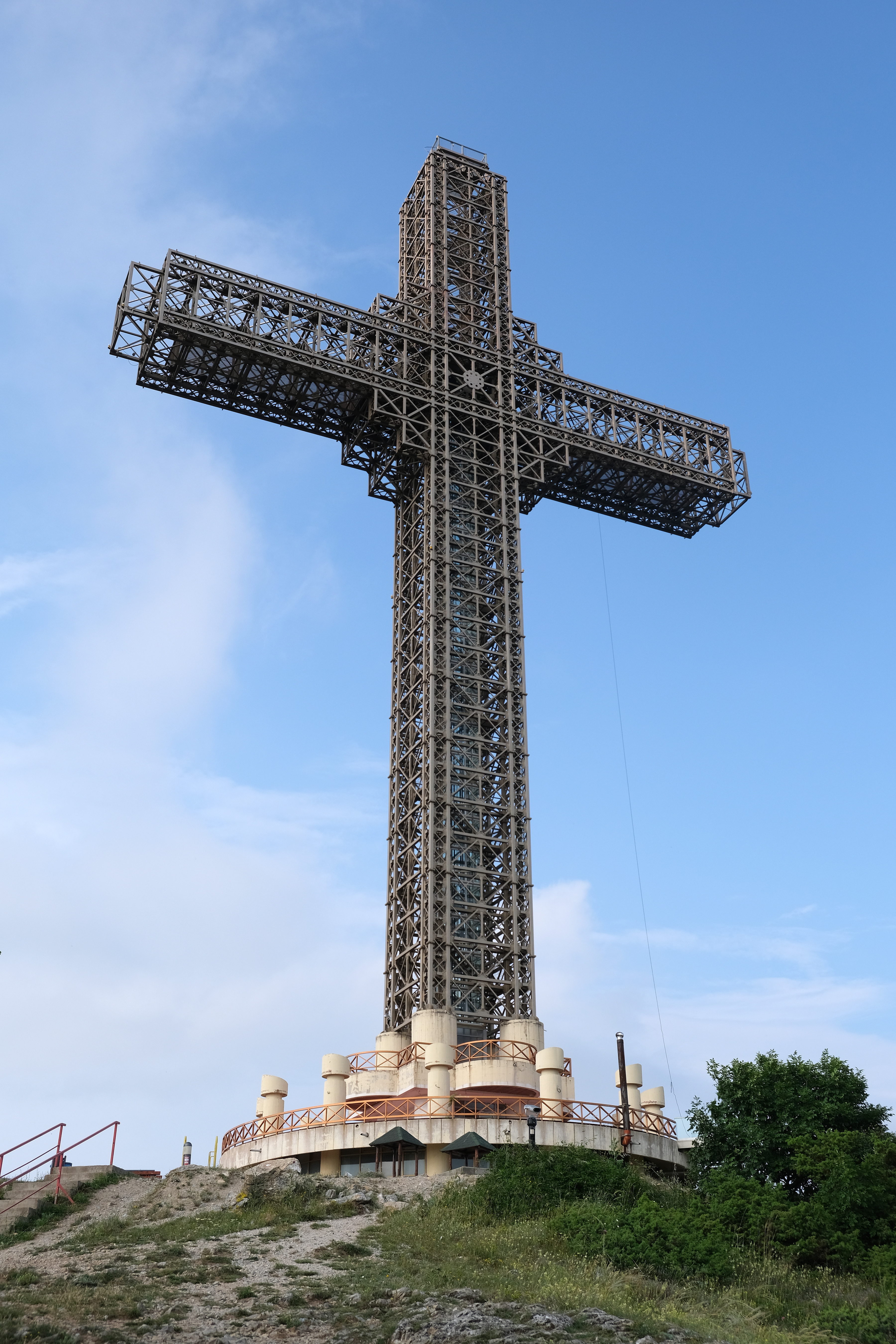
Das Millenniumskreuz

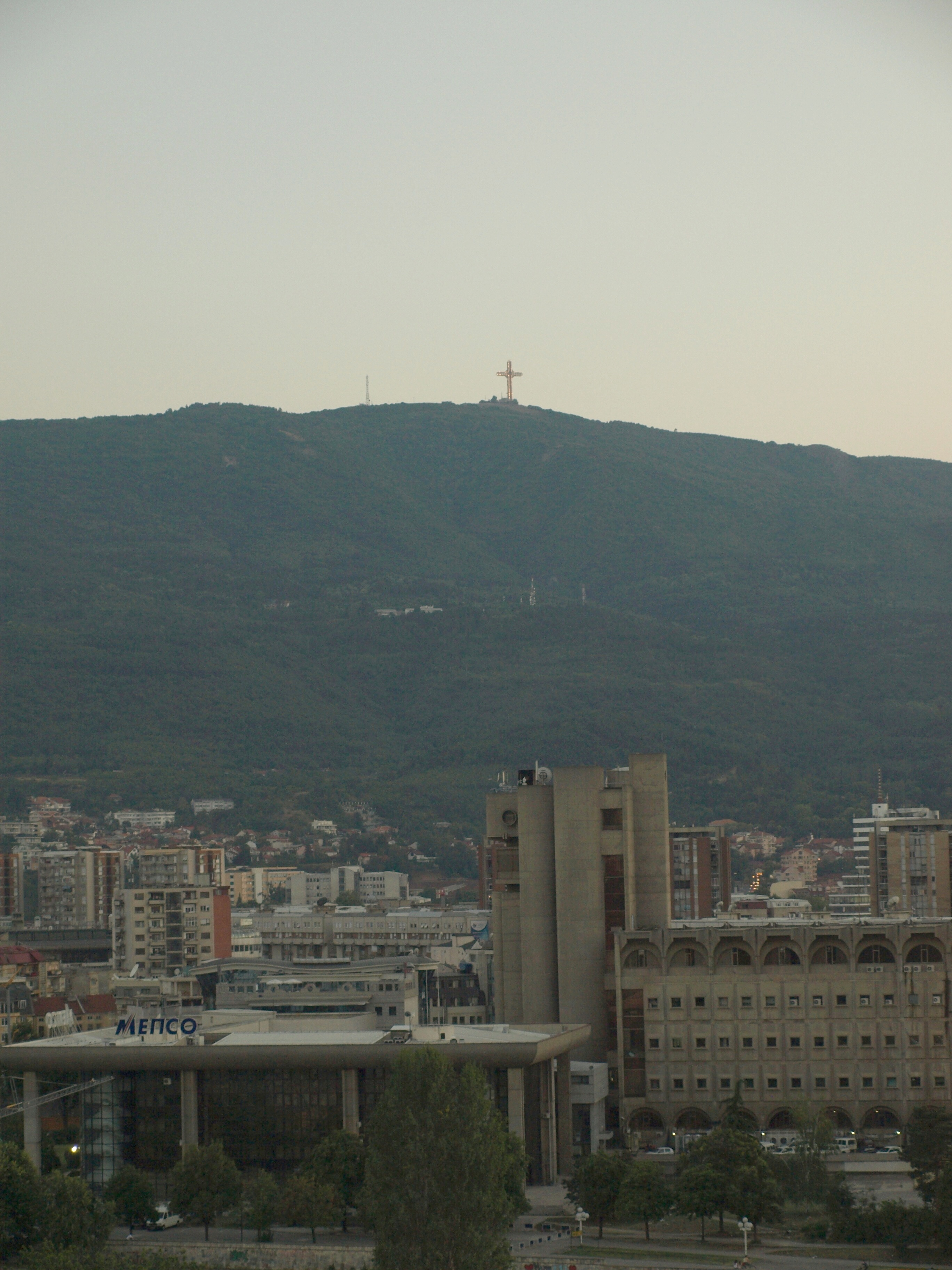
Das Kreuz über den Dächern von Skopje

Das Millenniumskreuz (mazedonisch: Милениумски крст) ist ein großes Stahlgerüst-Kreuz auf dem Gipfel des Berges Vodno oberhalb der nordmazedonischen Hauptstadt Skopje.

## Lage und Umgebung
Das Millenniumskreuz steht auf dem Gipfel des Skopjer Hausberges Vodno auf 1040 Meter Höhe. Es ist durch zwei Straßen zu erreichen, wobei eine teilweise auf halber Höhe gesperrt ist (außer am Wochenende), so dass ungefähr vier Kilometer zu Fuß oder mit dem Fahrrad zurückgelegt werden müssen. In unmittelbarer Nähe befinden sich Antennen von Kommunikations-Einrichtungen. Vom Berg aus hat man eine gute Aussicht auf die Stadt Skopje und die angrenzenden Berge.

## Konstruktion und Daten
Das Kreuz ist eine 66 Meter hohe und 42 Meter breite Stahlgerüstkonstruktion. Die Grundfläche der Vertikalstele beträgt 6 mal 6 Meter. Das Kreuz ist ein symbolisches Konstrukt. Das Fundament besteht aus vier Säulen, entsprechend den vier Evangelisten. Das Untergeschoss hat 12 Säulen entsprechend den 12 Aposteln. Das Kreuz ist aus 33 Stockwerken errichtet. Dies entspricht den 33 Lebensjahren Jesu. Es handelt sich um ein orthodoxes und kein lateinisches Kreuz. Dies wird kenntlich an dem Quadrat, das um den Kreuzungspunkt herum konstruiert wurde. Es unterscheidet sich auch von russisch-orthodoxen Kreuzen, die einen zweiten Schrägbalken besitzen.
Das Kreuz ist in der Nacht beleuchtet und von der ganzen Stadt aus zu sehen, auch von der überwiegend muslimischen Altstadt aus. Es wurde und wird daher von vielen als gezielte Provokation empfunden.

## Geschichte
Das Millenniumskreuz wurde im Jahr 2002 eingeweiht.